# Saint-Caprais-de-Blaye
 Saint-Caprais-de-Blaye korábbi község Franciaország Új-Aquitania régiójában, Gironde megyében. 2019. január 1-jén Marcillac korábbi községgel egyesült és az így létrejött Val-de-Livenne új község része lett.
Lakosainak száma 622 fő (2018. január 1.).
Saint-Caprais-de-Blaye Boisredon, Marcillac, Saint-Aubin-de-Blaye, Saint-Ciers-sur-Gironde és Saint-Palais községekkel határos.

## Adminisztráció
Polgármester: 2001–2020 Philippe Plisson

## Demográfia
| Lakosok száma | 541  | 569  | 597  | 608  | 622  |
|               | 2013 | 2015 | 2016 | 2017 | 2018 |